# ادواردز (کلرادو)
ادواردز (به انگلیسی: Edwards) یک منطقهٔ مسکونی در ایالات متحده آمریکا است که در شهرستان ایگل، کلرادو واقع شده‌است. ادواردز ۶۹٫۴ کیلومتر مربع مساحت و ۱۰٬۲۶۶ نفر جمعیت دارد و ۲٬۲۰۱ متر بالاتر از سطح دریا واقع شده‌است.